# Košarka na OI 2012. – sastavi (žene)

## Skupina A

### Angola
| Ime i prezime      | Klub                           |
| ------------------ | ------------------------------ |
| Catarina Camufal   | Inter-Clube de Luanda          |
| Angela Cardoso     | Primero de Agosto              |
| Fineza Eusébio     | Desportivo 1. de Agosto Luanda |
| Mandalena Felix    | Desportivo 1. de Agosto Luanda |
| Ngiendula Filipe   | Inter-Clube de Luanda          |
| Sonia Guadalupe    | Inter-Clube de Luanda          |
| Felizarda Jorge    | Desportivo 1. de Agosto Luanda |
| Nadir Manuel       | Inter-Clube de Luanda          |
| Nassecela Mauricio | Desportivo 1. de Agosto Luanda |
| Luzia Simão        | slobodna igračica              |
| Luisa Tomas        | Inter-Clube de Luanda          |
| Astrida Vicente    | Inter-Clube de Luanda          |
| Anibal Moreira     |                                |

### Kina
| Ime i prezime | Klub                  |
| ------------- | --------------------- |
| Čen Nan       | Bayi China Telecom    |
| Čen Ksiaoli   | Liaoning Baocheng     |
| Gao Song      | Heilongjiang Zhenning |
| Guan Ksin     | Beijing Shougang      |
| Dži Janjan    | Heilongjiang Zhenning |
| Li Šanšan     | Jiangsu Nangang       |
| Ma Zengju     | Liaoning Baocheng     |
| Miao Ližie    | Shenyang Army Sanyang |
| Song Ksiaoun  | Bayi China Telecom    |
| Vei Vei       | Beijing Shougang      |
| Žang Fan      | Shenyang Army Sanyang |
| Žao Šuang     | Shenyang Army Sanyang |
| Sun Fengvu    |                       |

### SAD
| Ime i prezime    | Klub                   |
| ---------------- | ---------------------- |
| Seimone Augustus | Minnesota Lynx         |
| Sue Bird         | Seattle Storm          |
| Swin Cash        | Chicago Sky            |
| Tamika Catchings | Indiana Fever          |
| Tina Charles     | Connecticut Sun        |
| Sylvia Fowles    | Chicago Sky            |
| Asjha Jones      | Connecticut Sun        |
| Angel McCoughtry | Atlanta Dream          |
| Maya Moore       | Minnesota Lynx         |
| Candace Parker   | Los Angeles Sparks     |
| Diana Taurasi    | Phoenix Mercury        |
| Lindsay Whalen   | Minnesota Lynx         |
| Geno Auriemma    | Connectitut University |

### Češka
| Ime i prezime      | Klub               |
| ------------------ | ------------------ |
| Lenka Bartáková    | VS Prag            |
| Kateřina Bartoňová | VS Prag            |
| Ilona Burgrová     | ZVVZ USK Praha     |
| Kateřina Elhotová  | ZVVZ USK Praha     |
| Alena Hanušová     | Frisco SIKA Brno   |
| Hana Horáková      | UMMC Ekaterinburg  |
| Petra Kulichová    | Good Angels Košice |
| Tereza Pecková     | Frisco SIKA Brno   |
| Jana Veselá        | Homend Antakya     |
| Eva Vítečková      | ZVVZ USK Praha     |
| Katerina Zohnová   | USO Mondeville     |
| Michaela Zrůstová  | Frisco SIKA Brno   |
| Lubor Blažek       |                    |

### Hrvatska
| Ime i prezime    | Klub               |
| ---------------- | ------------------ |
| Marija Vrsaljko  | Salamanca          |
| Anđa Jelavić     | Kayserispor        |
| Luca Ivanković   | Jolly JBS          |
| Jelena Ivezić    | Gospić             |
| Lisa Karčić      | C.D. Zamarat       |
| Ana Lelas        | Lattes Montpellier |
| Mirna Mazić      | Novi Zagreb        |
| Sandra Mandir    | Gospić             |
| Antonija Mišura  | Jolly JBS          |
| Emanuela Salopek | Novi Zagreb        |
| Iva Slišković    | Rivas Ecópolis     |
| Iva Ciglar       | Perpignan Basket   |
| Stipe Bralić     | Gospić             |

### Turska
| Ime i prezime          | Klub                          |
| ---------------------- | ----------------------------- |
| Tuğba Palazoğlu        | Galatasaray Medical Park      |
| Yasemin Dalgalar       | Fenerbahçe Women's Basketball |
| Birsel Vardarlı        | Fenerbahçe Women's Basketball |
| Nilay Kartaltepe       | Botaş SK                      |
| Tuğçe Canıtez          | Westmont College              |
| Esmeral Tunçluer       | Fenerbahçe Women's Basketball |
| Işıl Alben             | Galatasaray Medical Park      |
| Nevriye Yılmaz         | Fenerbahçe Women's Basketball |
| Kuanitra Hollingsworth | Uni Seat Györ                 |
| Yasemin Horasan        | Beşiktaş Cola Turka           |
| Şaziye İvegin          | Galatasaray Medical Park      |
| Bahar Çağlar           | Galatasaray Medical Park      |
| Ceyhun Yıldızoğlu      |                               |

## Skupina B

### Australija
| Ime i prezime     | Klub              |
| ----------------- | ----------------- |
| Suzy Batkovic     | Adelaide Lighting |
| Abby Bishop       | Perpignan Basket  |
| Liz Cambage       | Tulsa Shock       |
| Kristi Harrower   | Bendigo Spirit    |
| Laura Hodges      | Geas Basket       |
| Lauren Jackson    | Seattle Storm     |
| Rachel Jarry      | Bulleen Boomers   |
| Kathleen MacLeod  | Dandenong Rangers |
| Jenna O'Hea       | Dandenong Rangers |
| Samantha Richards | Bulleen Boomers   |
| Jennifer Screen   | Adelaide Lighting |
| Belinda Snell     | CCC Polkowice     |
| Carrie Graf       |                   |

### Brazil
| Ime i prezime            | Klub                                  |
| ------------------------ | ------------------------------------- |
| Adriana Moisés Pinto     | Pallacanestro Faenza                  |
| Karla Costa              | Vivosabor/Unimed/Folhamatic/Americana |
| Patrícia Ferreira        | Ourinhos Basquete                     |
| Joice de Souza           | Ourinhos Basquete                     |
| Izi Castro Marques       | Maranhão Basquete                     |
| Franciele Nascimento     | Txingudi Saski Balio Elkartea         |
| Silvia Rocha             | Ourinhos Basquete                     |
| Clarrisa dos Santos      | Ourinhos Basquete                     |
| Damiris Dantas do Amaral | Minnesota Lynx                        |
| Nádia Colhado            | Santo André/Semasa                    |
| Érika de Souza           | Atlanta Dream                         |
| Tássia Carcavalli        | Vivosabor/Unimed/Folhamatic/Americana |
| Luiz Cláudio Tarallo     |                                       |

### Velika Britanija
| Ime i prezime     | Klub                           |
| ----------------- | ------------------------------ |
| Dominique Allen   | Oral Roberts University        |
| Rose Anderson     | University of Central Oklahoma |
| Kim Butler        | Palacio de Congresos de Ibiza  |
| Stef Collins      | UWIC Archers                   |
| Temi Fagbenle     | Harvard University             |
| Chantelle Handy   | Aris Solun                     |
| Jo Leedham        | AZS PWSZ Gorzów Wielkopolski   |
| Julie Page        | ESB Villeneuve-d’Ascq          |
| Natalie Stafford  | Sydney Flames                  |
| Azania Stewart    | University of Florida          |
| Rachael Vanderwal | University of Limerick         |
| Jenaya Wade-Fray  | bez kluba                      |
| Tom Maher         |                                |

### Rusija
| Ime i prezime         | Klub                    |
| --------------------- | ----------------------- |
| Olga Artešina         | UMMC Ekaterinburg       |
| Jevgenija Beljakova   | Chevakata Vologda       |
| Elena Dalinočkina     | Chevakata Vologda       |
| Nadežda Grišaeva      | slobodna igračica       |
| Becky Hammon          | Spartak Moskva          |
| Ilona Korstin         | Spartak Moskva          |
| Marina Kuzina         | Dinamo Moskva           |
| Irina Osipova         | Spartak Moskva          |
| Ana Petrakova         | Dinamo Kursk            |
| Natalija Vieru        | Spartak Moskva          |
| Natalija Vodopijanova | Dinamo Kursk            |
| Natalija Žedik        | Spartak Sankt Peterburg |
| Boris Sokolovsky      |                         |

### Kanada
| Ime i prezime       | Klub                     |
| ------------------- | ------------------------ |
| Natalie Achonwa     | University of Notre Dame |
| Chelsea Aubry       | Bendigo Spirit           |
| Miranda Ayim        | Istanbul Universitesi SK |
| Teresa Gabriel      | bez kluba                |
| Lizanne Murphy      | Tarbes Gespe Bigorre     |
| Krista Phillips     | Dandendong Rangers       |
| Courtnay Pilypaitis | VICI Aistes Kaunas       |
| Michelle Plouffe    | University of Utah       |
| Kim Smith           | bez kluba                |
| Alisha Tatham       | bez kluba                |
| Tamara Tatham       | SV Halle Lions           |
| Shona Thorburn      | Uni Girona CB            |
| Allison McNeill     |                          |

### Francuska
| Ime i prezime      | Klub                      |
| ------------------ | ------------------------- |
| Clémence Beikes    | Union Hainaut             |
| Jennifer Digbeu    | ESB Villeneuve-d’Ascq     |
| Céline Dumerc      | CJM Bourges Basketq       |
| Elodie Godin       | Taranto Cras Basketq      |
| Emilie Gomis       | ESB Villeneuve-d’Ascq     |
| Sandrine Gruda     | UMMC Ekaterinburg         |
| Marion Laborde     | Basket Landes             |
| Edwige Lawson-Wade | Lattes-Maurin Montpellier |
| Florence Lepron    | Tarbes Gespe Bigorre      |
| Endéné Miyem       | CJM Bourges Basket        |
| Emmeline Ndongue   | CJM Bourges Basket        |
| Isabelle Yacoubou  | Spartak Moskva            |
| Pierre Vincent     |                           |